# 오케가와역
오케가와역(일본어: 桶川駅, おけがわえき)은 일본 사이타마현 오케가와시에 있는 동일본 여객철도（JR동일본）다카사키 선의 역이다.

## 타는 곳
| 1・2 | ■다카사키 선                          | 오미야·우라와·아카바네·우에노 방면                                   |
| 1・2 | ■쇼난 신주쿠 라인（도카이도 선 직결） | 오미야·이케부쿠로・신주쿠・요코하마・오후나・히라쓰카・오다와라 방면 |
| 2    | ■다카사키 선                          | （대피선）                                                           |
| 3    | ■다카사키 선                          | 구마가야・다카사키・마에바시 방면                                    |

## 인접역
동일본 여객철도
■다카사키 선・■■쇼난 신주쿠 라인
쾌속 아방・일부 통근쾌속
아게오 - 오케가와 - 고노스
보통
기타아게오 - 오케가와 - 기타모토
■쇼난 신주쿠 라인（도카이도 선 직결）
특별쾌속
기타모토 - 오케가와 - 아게오
보통
기타모토 - 오케가와 - 기타아게오